# Francesco Guidolin
Francesco Guidolin (Castelfranco Véneto, provincia de Treviso, Italia, 3 de octubre de 1955) es un exfutbolista y entrenador italiano. Se desempeñaba en la posición de centrocampista. Actualmente está libre tras dejar el Swansea City.

## Carrera como jugador
Guidolin hizo su debut profesional con el equipo de la Serie A Verona en 1975, club en el que estuvo la mayoría de su carrera, excepto unas cesiones a los clubs Sambenedettese, Pistoiese y Bolonia. Se retiró en 1986 después de dos temporadas con el club de la Serie C2 Venezia. También jugó con la selección italiana sub-21 entre 1976 y 1977.

## Carrera como entrenador

### Primeros años
Guidolin debutó como entrenador en 1988, como entrenador del equipo de la Serie C2 Giorgione, el principal club de su ciudad natal, Castelfranco Veneto. Tras entrenar al Treviso (Serie C2) entrenó a los equipos de la Serie C1 Fano, Empoli y Ravenna. Tras llevar al Ravenna a una promoción a la Serie B, fue fichado en 1993 como entrenador del equipo de la Serie A Atalanta, pero no tuvo éxito y fue cesado tras 10 partidos.

### Vicenza: De laSerie Ba Europa
La siguiente temporada, Guidolin fichó por el Vicenza, llevando al equipo de la Serie B a ganar la Copa de Italia en 1997, y por tanto a jugar la Recopa de Europa, en la cual llegaron a las semifinales, que perdieron ante el Chelsea de Gianluca Vialli, en 1998. También llevó al Vicenza al liderato de la Serie A por un corto periodo de tiempo en la 10.ª jornada de la temporada 1996-1997, liderando a los biancorossi en su vuelta al más alto nivel después de una época de declive, ganando el primer trofeo doméstico de su historia y apareciendo por segunda vez en una competición europea de clubes.

### UdineseyBolonia
En 1998, después de 4 años con fantásticos resultados con el Vicenza, Guidolin acepta ser entrenador del Udinese en la temporada 1998-1999. Dirigió al club a un lugar en la mitad de la tabla, pero fue despedido solo unos pocos días antes del comienzo de la siguiente temporada por "falta de feeling".
En octubre de 1999, Guidolin fue contratado por el Bolonia, un equipo en el que jugó, para reemplazar a Sergio Buso. En su primera campaña para los rossoblu terminó en la undécima plaza de la tabla de la Serie A y también llevó al club hasta la tercera ronda de la Copa de la UEFA. La temporada 2000-2001 terminó con otra clasificación en mitad de la tabla, en noveno lugar. Hubo una pequeña mejoría en la temporada 2001-2002, terminando en séptimo lugar, clasificándose para la Copa Intertoto, donde que fue derrotado por el Fulham en la final. La temporada 2002-2003 empezó con buenos resultados y terminó con un undécimo lugar y muchas críticas para él, que fueron mayores después de que al entrenador se le escapase una frase insultando a la ciudad de Bolonia en un partido de liga.

### Primer periodo con el Palermo
Guidolin, después de seis meses de inactividad, fue nombrado para reemplazar a Silvio Baldini para hacerse cargo del Palermo de la Serie B en enero de 2004. Él condujo con éxito al equipo, ganando la liga y llevando a los rosanero a la Serie A, después de 35 años en otras divisiones. También llevó al Palermo a su primera campaña en la Serie A del nuevo milenio, terminando con la primera clasificación del club para la Copa de la UEFA, pero optó por dejar el club a final de temporada.

### Genoa y periplo en el Mónaco
Guidolin fue nombrado entrenador del Genoa; sin embargo, después de que el equipo fuese descendido a la Serie C1 por la Federación de Fútbol por presuntos amaños, Guidolin rescindió su contrato. Poco después, fue nombrado entrenador del AS Mónaco FC en octubre de 2005, pero al término de la temporada dejó el club, habiendo terminado el campeonato en 9.º puesto a 32 puntos del campeón de la Ligue 1 2005-06, el Olympique de Lyon.

### Vuelta al Palermo
El 30 de mayo de 2006 Guidolin fue re-contratado por su antigo club, el Palermo. Fue anunciado de forma sorprendente en la página web del equipo, reemplazado a Giuseppe Papadopoulo.
Después de un impresionante comienzo en el que el Palermo llegó a ser líder en la primera parte de la temporada, el Palermo no fue capaz de ganar un solo partido en dos meses, sumándose la lesión por seis meses de su estrella Amauri en diciembre, el infame derbi siciliano del 2 de febrero de 2007 y los sucesivos altercados en los que murió un policía. Después de una derrota 3-4 en casa frente al Parma, un equipo que luchaba por evitar el descenso, y los 7 puntos conseguidos en los 11 últimos partidos de liga, Guidolin fue cesado por el presidente del Palermo Maurizio Zamparini el 23 de abril. Sin embargo, su despido fue revocado el 14 de mayo, seguido de otras dos derrotas consecutivas del Palermo. Después de dos victorias en los dos últimos partidos de la Serie A, el Palermo volvió a la quinta plaza (su mejor clasificación en la Serie A en 2009), y finalmente Guidolin terminó su segunda época en el Palermo.
En octubre de 2007, Guidolin fue propuesto por los nuevos propietarios del Queens Park Rangers de Inglaterra para ser el nuevo entrenador, tras el pobre comienzo de temporada del equipo, con el consecuente despido de John Gregory. Más tarde confirmó los rumores que le unían al QPR, diciendo que él estaría encantado de irse a un equipo inglés. Sin embargo, unos días después tuvo que rechazar el trabajo en el QPR debido a asuntos personales, por lo que el elegido fue Luigi De Canio.
Inesperadamente, el 26 de noviembre de 2007, Guidolin fue recontratado por el Palermo, reemplazando a Stefano Colantuono y uniéndose al club siciliano por cuarta vez. Sin embargo, acabó siendo despedido una vez más el 24 de marzo de 2008, ya que solamente consiguieron 18 puntos en 17 partidos. Después de tres derrotas consecutivas, criticó en rueda de prensa a la afición. A pesar de dichos comentarios, y los pobres resultados del equipo en su última temporada como jefe del Palermo, Guidolin es todavía hoy una de las leyendas del club y se le recibió con una cálida bienvenida durante su vuelta al Estadio Renzo Barbera, esta vez como entrenador del Parma.

### Parma y Udinese
El 30 de septiembre de 2008, firmó un contrato con el Parma, reemplazando a Luigi Cagni, dirigiendo a los ducali a los puestos de ascenso de la Serie B y ascendiendo a la Serie A. Fue confirmado para llevar las riendas del Parma durante la temporada 2009-2010 en la Serie A, en la que disfrutó de un buen comienzo, con el equipo en la primera mitad de la tabla en la primera parte de la temporada.
Al final de la temporada 2009-2010, después de terminar en la mitad de la tabla, volvió a firmar como entrenador del Udinese. En la temporada 2010-11 llevó al equipo a un excelente cuarto puesto en el Calcio, que mejoró a la tercera posición en el curso 2011-12 (clasificación para la Liga de Campeones). En la temporada 2012-13 bajó al quinto puesto de la tabla. En mayo de 2014, después de una complicada temporada 2013-14 donde sólo se pudo obtener la permanencia, se anunció que dejaba el banquillo del conjunto de Udine.

### Swansea
El 18 de enero de 2016, es anunciado como nuevo entrenador del Swansea City de la Premier League. El 11 de mayo de 2016, después de obtener la permanencia del equipo galés, renueva su contrato con el club por otras dos temporadas. Sin embargo, terminó siendo cesado en sus funciones el 2 de octubre de 2016, después de un flojo comienzo de temporada en la Premier League que dejó al Swansea City rozando los puestos de descenso (17.º puesto), habiendo sumado 4 puntos en 7 partidos.

## Clubes

### Como futbolista
| Club                    | País   | Año       | Partidos | Goles |
| ----------------------- | ------ | --------- | -------- | ----- |
| Hellas Verona           | Italia | 1975-1984 | 102      | 14    |
| Sambenedettese (cedido) | Italia | 1977-1978 | 35       | 3     |
| Pistoiese (cedido)      | Italia | 1978-1979 | 35       | 5     |
| Bologna (cedido)        | Italia | 1979-1980 | 24       | 1     |
| Venezia                 | Italia | 1984-1986 | 41       | 1     |

### Como entrenador
| Club                | País       | Año       | P   | PG  | PE  | PP  | % v.   |
| ------------------- | ---------- | --------- | --- | --- | --- | --- | ------ |
| Giorgione (cantera) | Italia     | 1986-1988 |     |     |     |     |        |
| Giorgione           | Italia     | 1988-1989 | 34  | 6   | 10  | 18  | 27.45% |
| Treviso             | Italia     | 1989-1990 | 34  | 14  | 9   | 11  | 50%    |
| Fano                | Italia     | 1990-1991 | 34  | 11  | 14  | 9   | 46.08% |
| Empoli              | Italia     | 1991-1992 | 34  | 11  | 17  | 6   | 49.02% |
| Ravenna             | Italia     | 1992-1993 | 38  | 20  | 13  | 5   | 64.04% |
| Atalanta            | Italia     | 1993      | 10  | 2   | 2   | 6   | 26.67% |
| Vicenza             | Italia     | 1994-1998 | 129 | 44  | 45  | 40  | 37.98% |
| Udinese             | Italia     | 1998-1999 | 36  | 16  | 7   | 13  | 50.93% |
| Bologna             | Italia     | 1999-2003 | 138 | 46  | 42  | 50  | 43.48% |
| Palermo             | Italia     | 2004-2005 | 40  | 13  | 17  | 10  | 46.67% |
| Mónaco              | Francia    | 2005-2006 | 47  | 19  | 15  | 13  | 51.06% |
| Palermo             | Italia     | 2006-2008 | 59  | 23  | 16  | 20  | 48.02% |
| Parma               | Italia     | 2008-2010 | 75  | 32  | 26  | 17  | 54.22% |
| Udinese             | Italia     | 2010-2014 | 185 | 80  | 43  | 62  | 50.99% |
| Swansea City        | Inglaterra | 2016      | 25  | 9   | 5   | 11  | 42.67% |
| Total               | 3 países   | 1986-...  | 918 | 346 | 281 | 291 | 47.89% |